# Makongolosi
Makongolosi (auch Makongorosi) ist ein Verwaltungsbezirk (Ward) des Distriktes Chunya in der tansanischen Region Mbeya.

## Geografie

### Lage
Makongolosi liegt im Südwesten von Tansania etwa 25 Kilometer östlich vom Rukwasee. Der Bezirk hat eine Fläche von 315,4 Quadratkilometern und bei der Volkszählung 2022 lebten hier 23.787 Menschen in 6174 Haushalten.

### Klima
Das Klima im Bezirk ist tropisch, Aw nach der effektiven Klimaklassifikation. Jährlich fallen durchschnittlich 797 mm Regen, der Großteil davon in den Monaten November bis April. Der wärmste Monat ist der Oktober mit einer Durchschnittstemperatur von 25,0 Grad Celsius, am kühlsten ist der Juli mit 20,3 Grad.

## Gliederung
Der Bezirk besteht aus 14 Orten (Kitongoji):

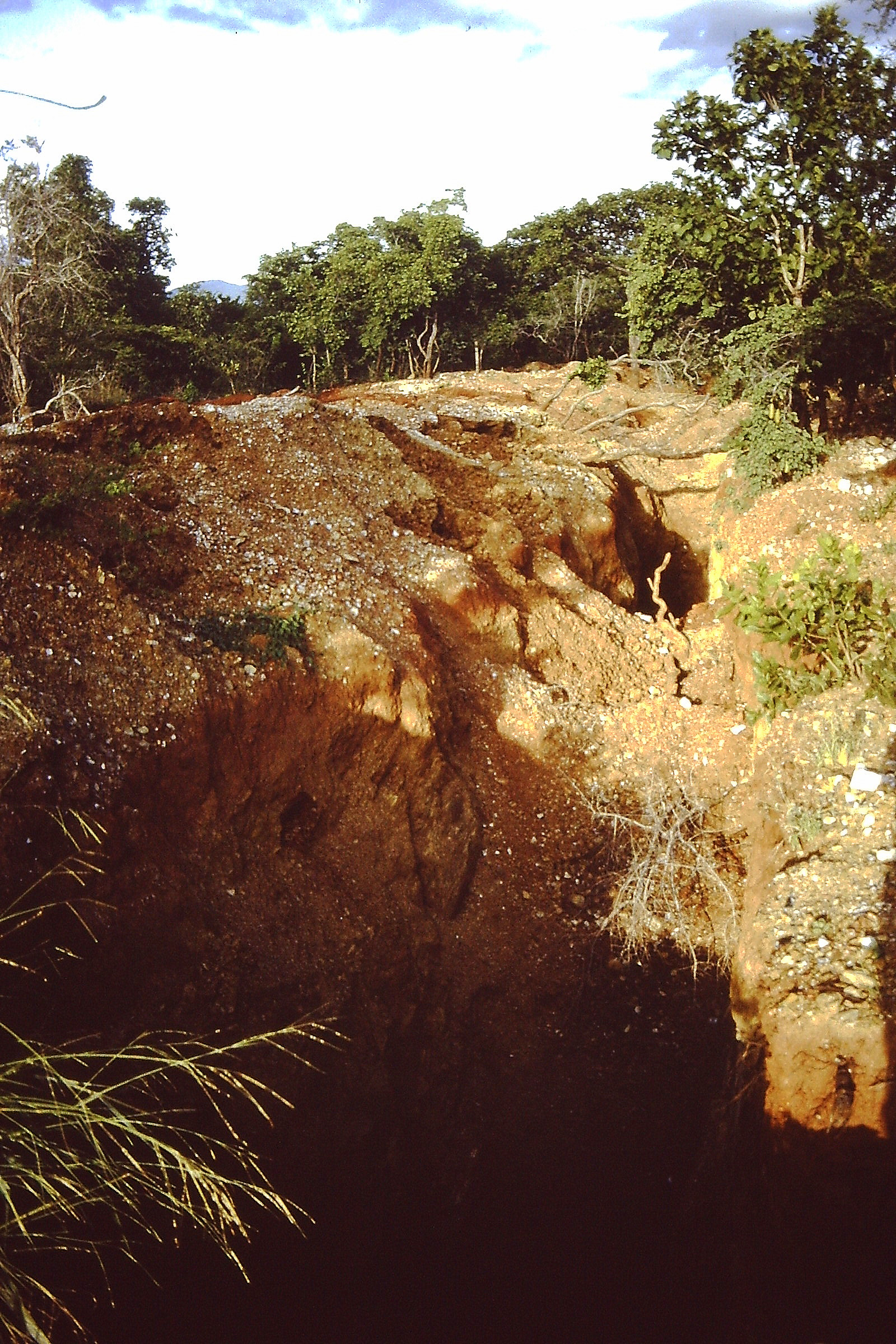
Goldmine in Makongolosi

- Makongolosi
- Mpogoloni
- Sokoni
- TRM
- Tankini
- Manyanya
- Kalungu
- Umoja
- Kilomnbero
- Mwaoga Kati
- Songambele
- Machinjioni
- Mkuyuni
- Zahanati

## Wirtschaft und Infrastruktur
- Bildung: Die Makongolosi Secondary School ist eine 2005 eröffnete staatliche Tagesschule, die Jugendliche bis zur 4. Stufe ausbildet.[8]
- Gesundheit: Das Gesundheitszentrum in Makongolosi behandelt Patienten ambulant mit den Schwerpunkten Malaria, HIV und Mutter-Kind-Pflege.[9]
- Bodenschätze: Am Fluss Lupa wird Gold handwerklich abgebaut.[10] Die Vorkommen wurden zu Beginn des 20. Jahrhunderts gefunden, im Jahr 1956 wurden aus 1,1 Millionen Tonnen Erz 271 Unzen (etwa 7,7 kg) Gold und 243 Unzen (6,9 kg) Silber gewonnen.[11]

## Sonstiges
Die evangelische Kirchengemeinde St. Johannis/Weißenbrunn unterhält seit 1950 eine Partnerschaft mit Makongolosi.